# Macrothylacia rubi
Macrothylacia rubi, còn gọi là bướm đêm cáo, là một loài bướm đêm thuộc họ Lasiocampidae. Chúng được tìm thấy từ Tây Âu tới Trung Á. Sải cánh con đực là 40–65 mm. Chúng bay từ tháng năm đến tháng 7, và sống trong rừng và đồng cỏ mở

## Hình ảnh

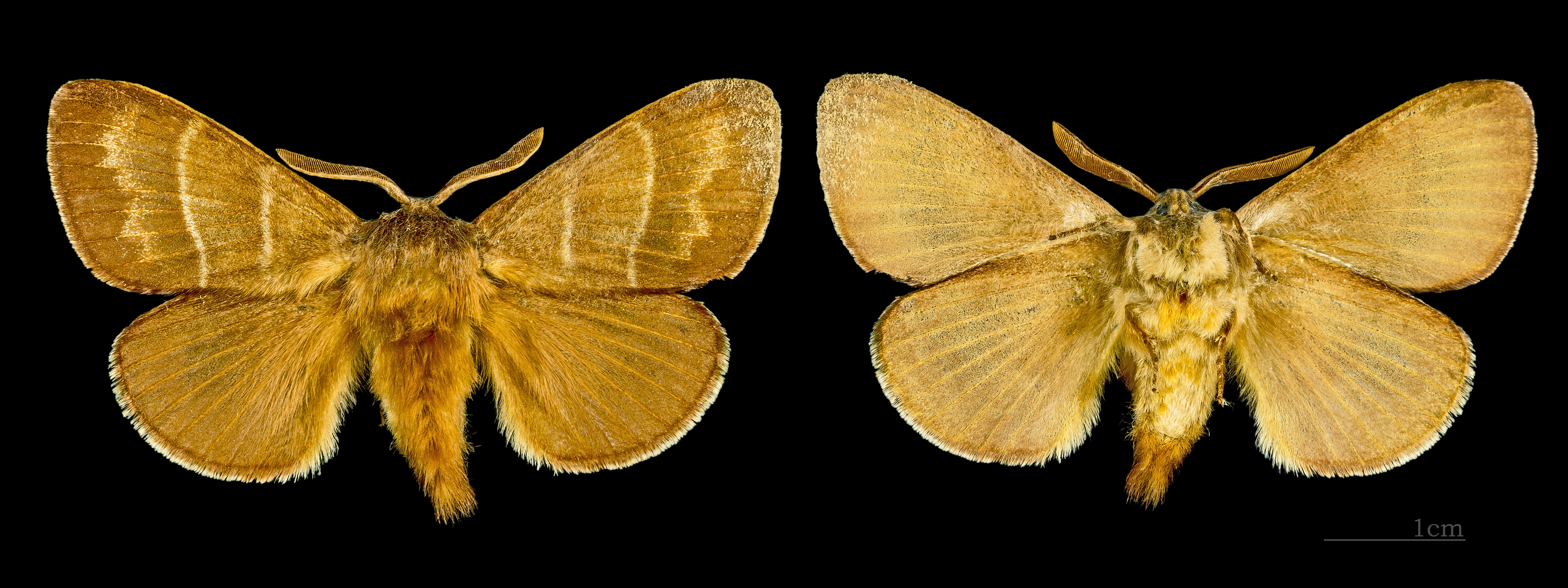
♂
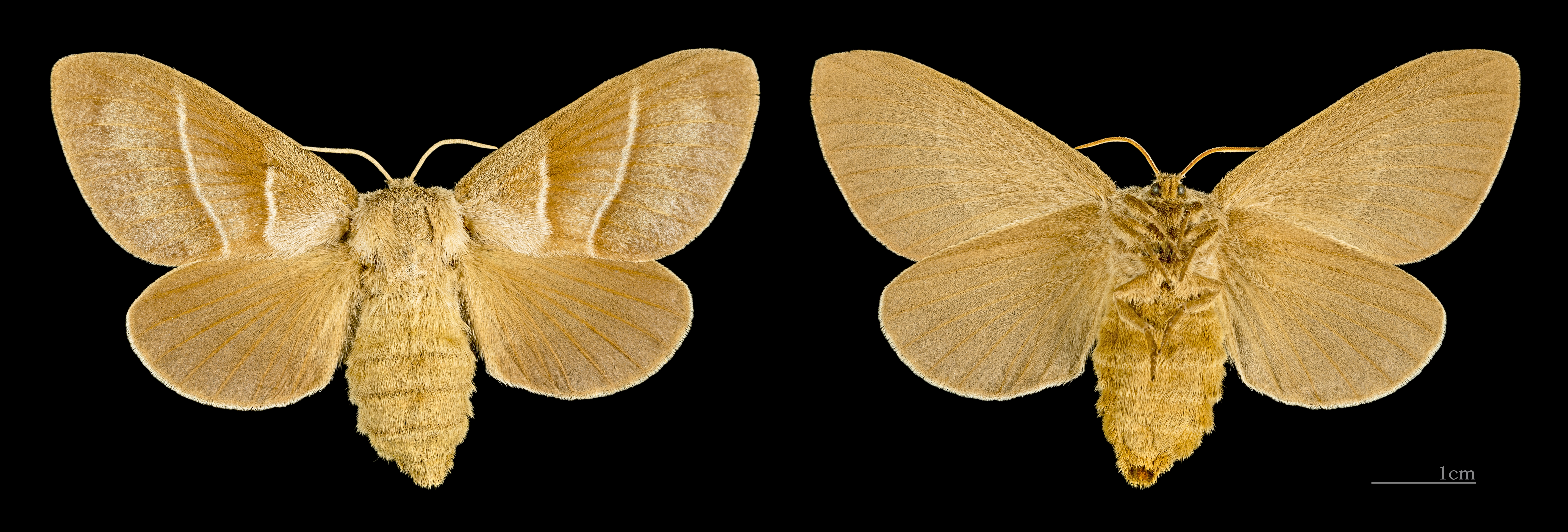
♀
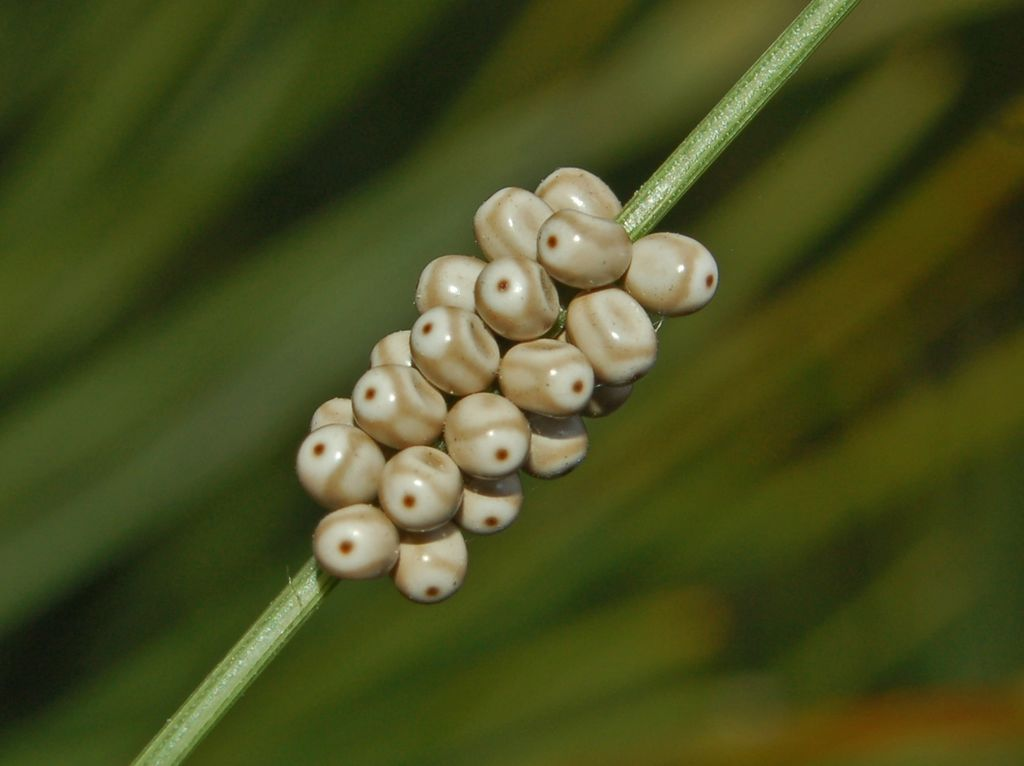
Trứng
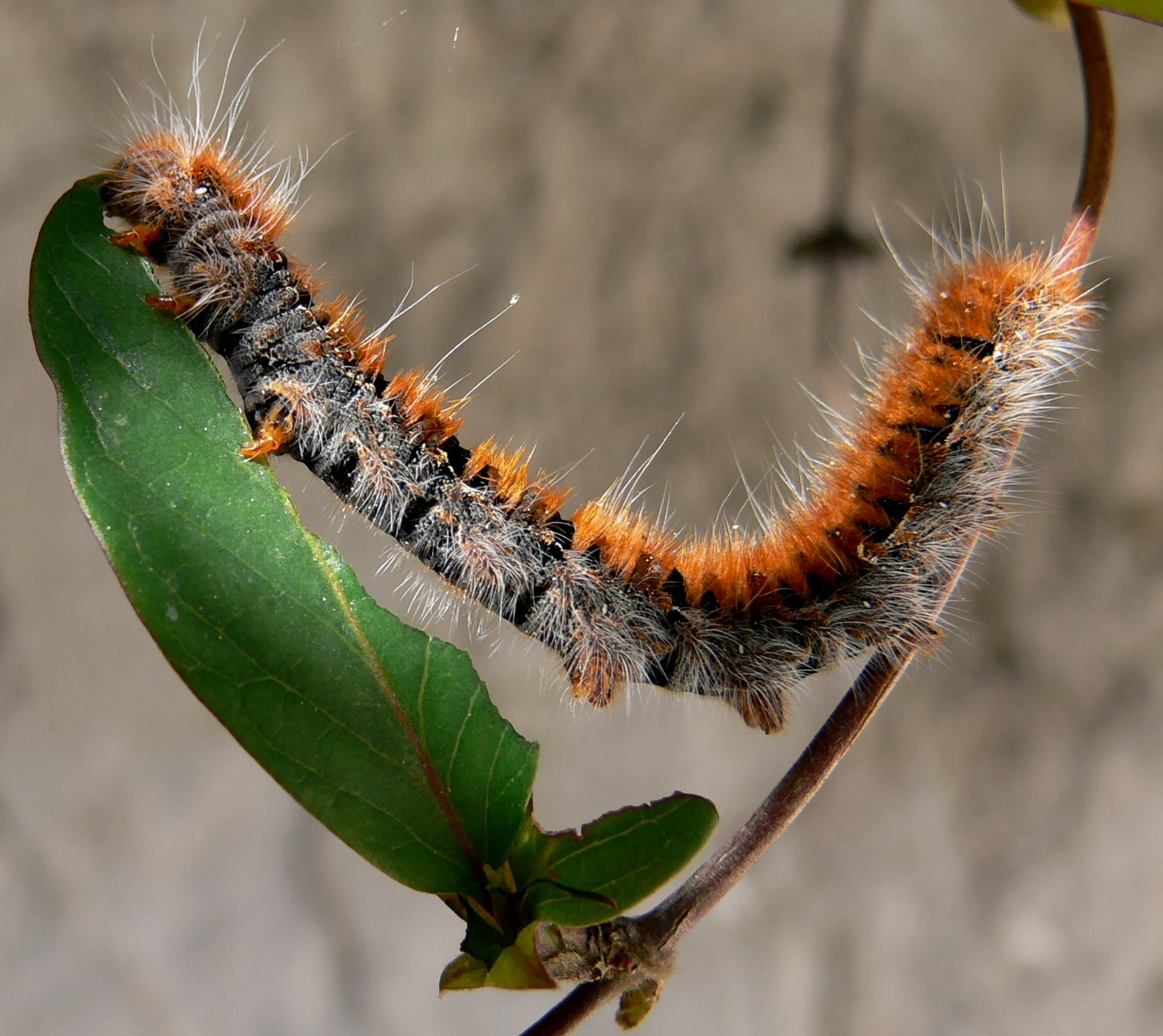
Sâu bướm của Macrothylacia rubi
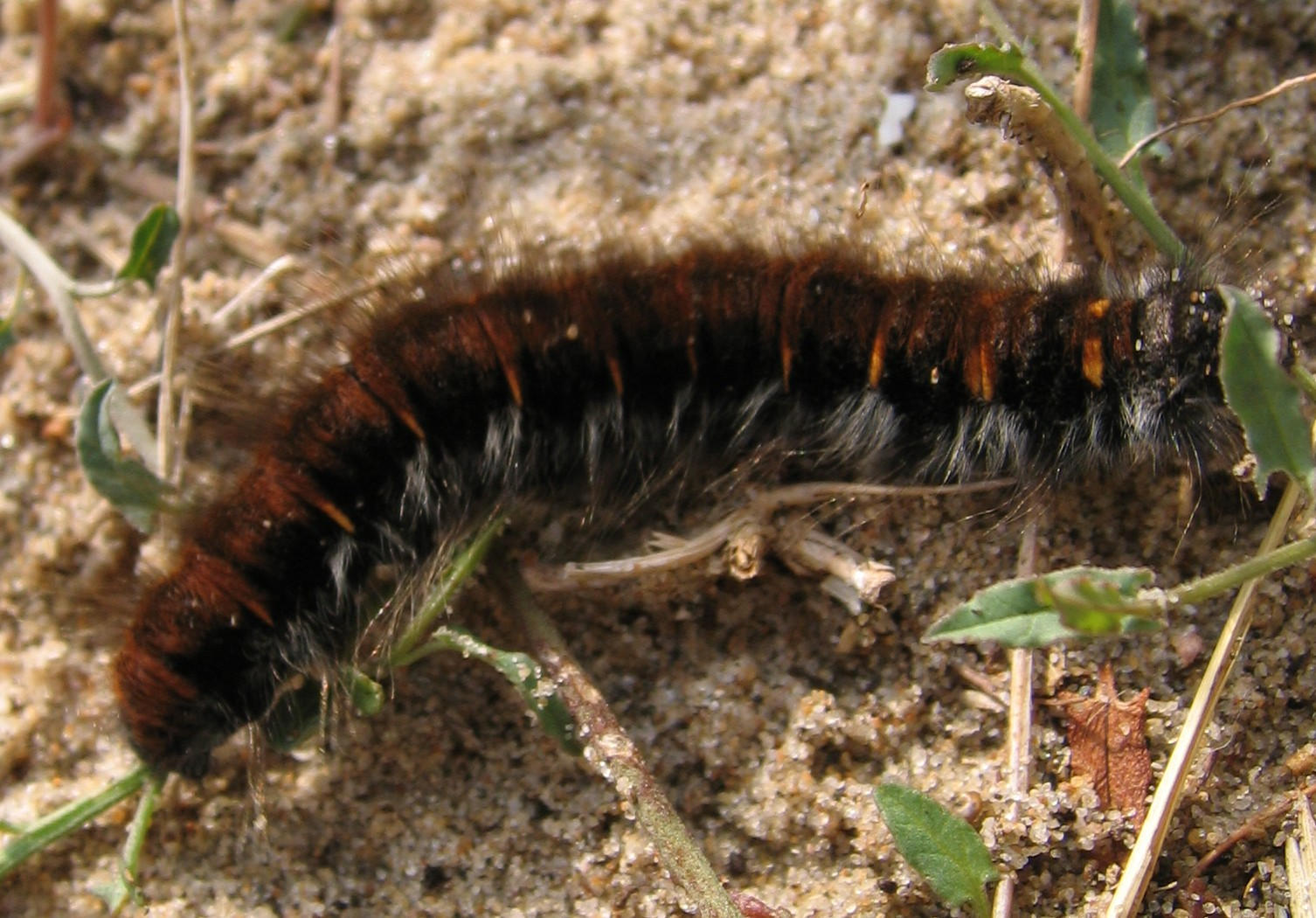
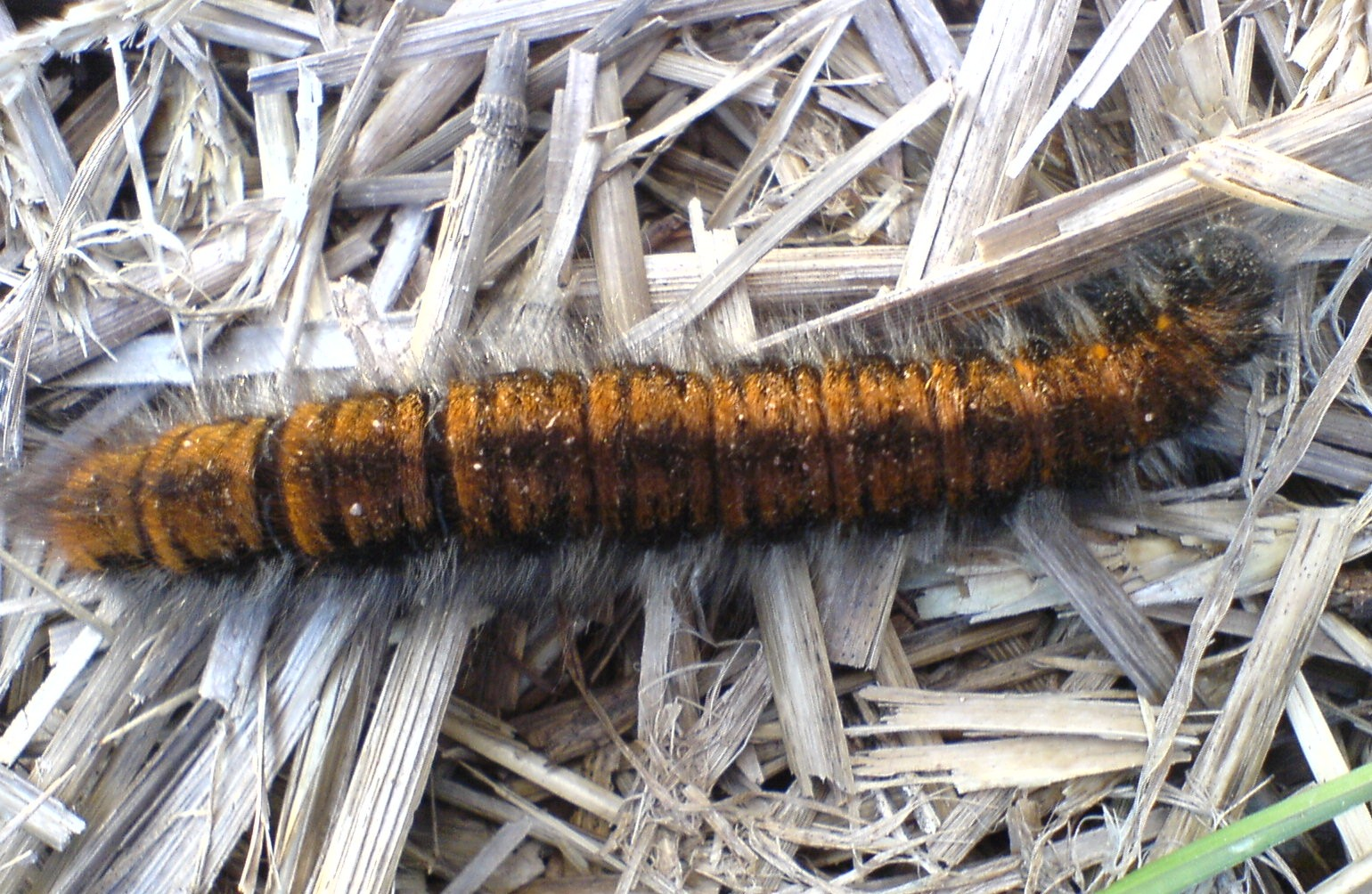
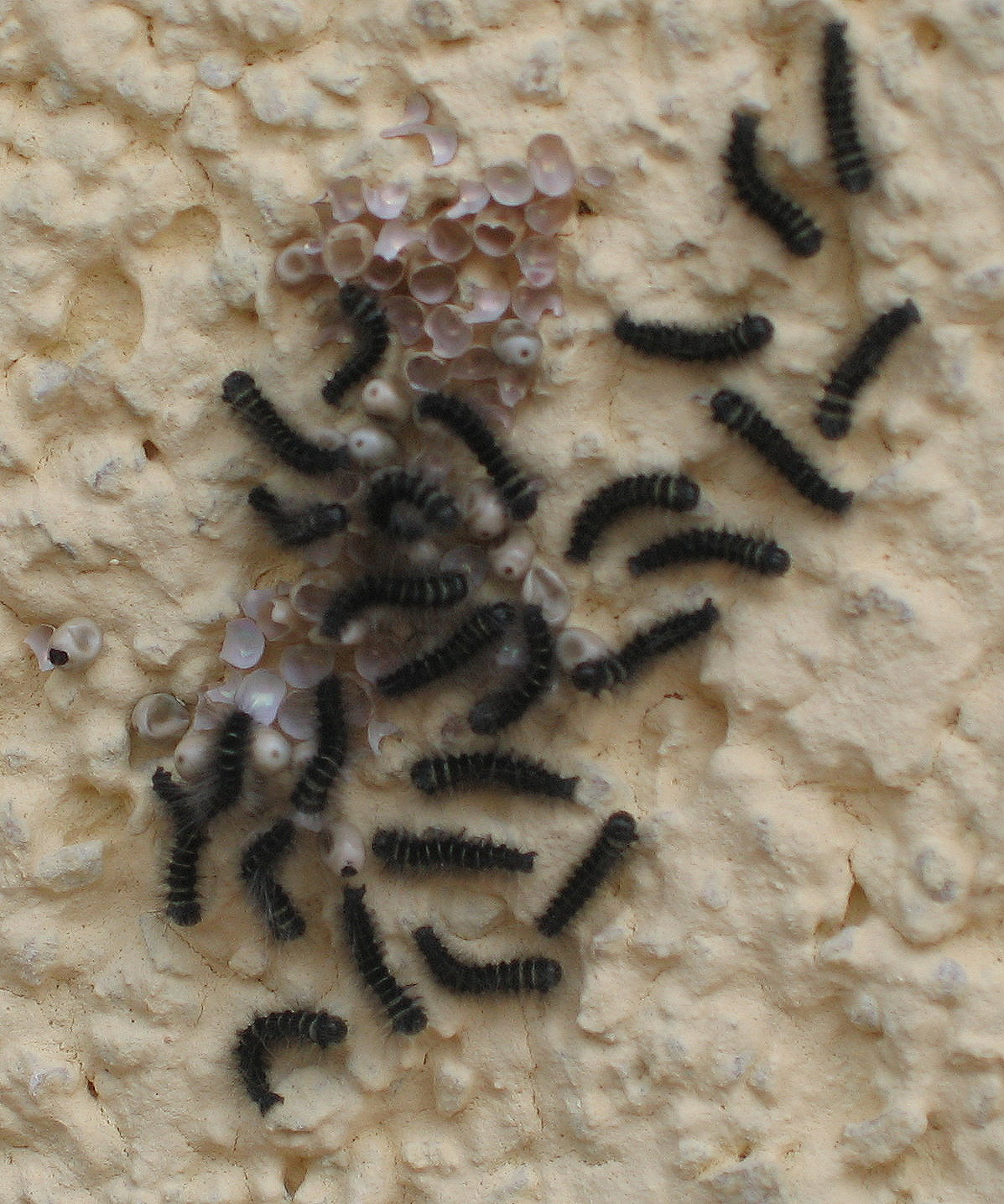
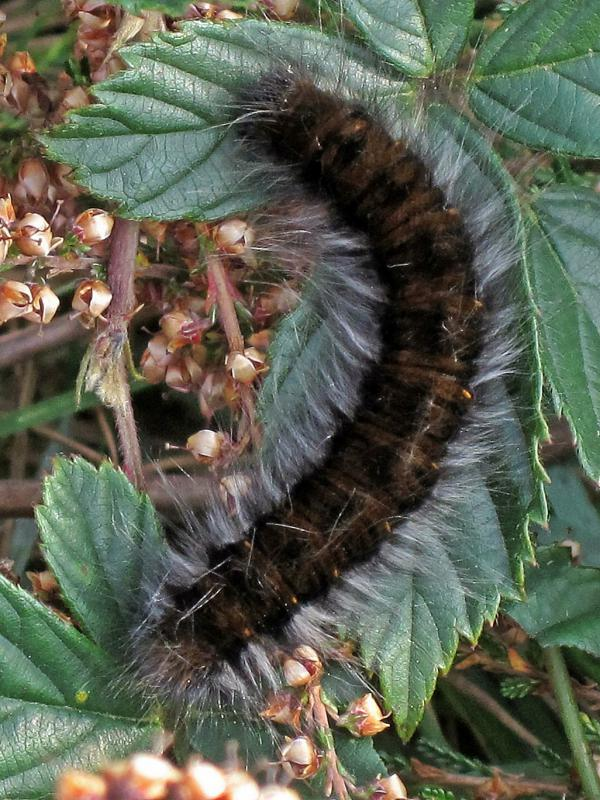